# Амба баянна
Амба баянна («манговая Б») — лигатура сингальской письменности, образованная половинками от букв маянна и баянна, без огласовки обозначает слог мба, с огласовками мби, мбу и т. д.
Слог мба на письме может отражаться также неизменёной комбинацией букв маянна + аллякуна + баянна, в это случае слог будет проговариваться как «альмаянна-баянна». Такое написание встречается, например, в слове Коломбиява (синг. Колумбия). Отличия между этими вариантами определяются традиционным написанием.
Амба баянна может находиться только внутри слова или в конце, после придыхательных букв не встречается. Слов, начинающихся на эту лигатуру, в сингальском языке нет.

## Слова
- Коломбо.
- Амба — плоды манго.
- Кимбула — крокодил.
- Киридамбала — фасоль.

## «Мба» в малаялам
- മ്പ — в малаялам лигатура «мба» состоит из букв нахарам и пахарам.